# Karianí
Karianí (Kariani) är en ort i Grekland.   Den ligger i prefekturen Nomós Kaválas och regionen Östra Makedonien och Thrakien, i den nordöstra delen av landet, 300 km norr om huvudstaden Aten. Karianí ligger 70 meter över havet och antalet invånare är 591.
Terrängen runt Karianí är kuperad åt nordost, men västerut är den platt. Havet är nära Karianí åt sydväst. Runt Karianí är det ganska glesbefolkat, med 21 invånare per kvadratkilometer. Närmaste större samhälle är Rodolívos, 18,8 km norr om Karianí. == Kommentarer ==
1. ↑  Framräknat ur variansen i alla höjduppgifter (DEM 3") från Viewfinder Panoramas, inom 10 km radie.[2] Mer om algoritmen finns här: Användare:Lsjbot/Algoritmer.